# Грациозна пита
Грациозна пита (лат. Erythropitta venusta), позната и као црнокруна пита (иако се овај назив чешће користи за врсту E. ussheri), врста је птице из породице Pittidae. Насељава Суматру у Индонезији, где су њена природна станишта суптропске или тропске влажне планинске шуме. Угрожена је губитком станишта.

## Таксономија
Грациозну питу је формално описао 1836. године немачки природњак Саломон Милер под биномијалним именом Pitta venusta. Његови примерци су прикупљени на западној Суматри. Специфични епитет потиче од латинске речи venustus, што значи „леп” или „дражестан”. Грациозна пита је сада једна од 15 врста смештених у род Erythropitta, који је 1854. године увео Шарл Лисјен Бонапарта. Врста је монотипска: нису признате подврсте.

## Опис
Грациозна пита је ситна птица, дугачка око 18 cm (7,1 in). Њена црна боја је наглашена црвенкастим тоновима, а доњи део крила има живописне плаве пруге. Доњи део груди и абдомен су тамноцрвене боје. Горњи део груди је тамносмеђ са љубичастим одсјајем. Ноге могу бити љубичастоплаве или светлоплаве, а дужица је тамносмеђе боје. Кљун је црн. Издужени реп има црвенкасто-црне нијансе. Мужјаци и женке су сличног изгледа. Младе јединке имају потпуно тамносмеђу спољашњост са мање варијација у боји по телу. Такође имају ружичасто-сива стопала, кљун са црвеним врхом и сивкасте дужице.
Оглашавање је описано као висок звук сличан звиждуку воза, који остаје на константној висини тона.

## Распрострањеност и станиште
Грациозна пита је аутохтона врста у планинским пределима индонежанског острва Суматра. Планински предели Суматре састоје се од густих тропских шума са различитим врстама биљака, животиња и инсеката. Насељава густе, влажне шуме са густим подлеском. Међутим, станиште се брзо смањује због крчења шума. Овај процес се убрзао због потражње за палминим уљем, чији је Индонезија највећи произвођач.

## Понашање
Грациозна пита лети близу тла, првенствено у нижим спратовима вегетације кроз дрвеће.

### Размножавање
Забележено је само једно гнежђење грациозне пите, које се догодило у мају. Међутим, према истраживањима, размножавање се може одвијати од маја до јула, а могуће и раније, од фебруара до октобра. Птице граде своја гнезда, која су обично постављена на око 60 cm (24 in) изнад земље, користећи материјале као што су увенуло лишће, лишће бамбуса, фино корење, разграђена влакна и маховине. Грациозна пита обично може да снесе два до три јајета у сваком циклусу размножавања. Свако јаје има карактеристичан изглед са беличастом основном бојом и тамносмеђим и сиво-љубичастим пегама.

## Статус
Грациозна пита је веома ретка, угрожена и рањива врста. Иако је законски заштићена од лова од 1931. године, главна претња за њу и даље је крчење шума у њеном станишту у Индонезији. То узрокује константан пад њене популације како све више подручја постаје ненасељиво/недоступно.

## Галерија
- Илустрација Николаса Иеа Млађег
- Одрасла и млада јединка